# صمويل كولت
صمويل كولت (بالإنجليزية: Samuel Colt)‏ (19 يوليو 1814- 10 يناير 1862) كان مخترع وصناعي أمريكي من مدينة هارتفورد بولاية كونيتيكت. وهو أوّل من اخترع المسدس وقد قام بتأسيس شركة كولت لصناعة الأسلحة (والتي تدعى اليوم باسم شركة كولت للتصنيع)، وقد جعل بذلك إنتاج المسدسات ذا جدوى تجارية.
كان أول مشروعين تجاريين لكولت هما إنتاج الأسلحة النارية في مدينة باترسون بولاية نيوجيرسي وصناعة الألغام التي تعمل تحت الماء إلا أنّ هذين المشروعين بائا بخيبة أمل ولم ينجحا. إلا أنّ كولت سرعان ماتوسع عمله في عام 1847عندما طلب تكساس رينجرز 1000 مسدس أثناء الحرب الأمريكية مع المكسيك. قام مصنعه في هارتفورد بتزويد الشمال والجنوب بالأسلحة النارية خلال فترة الحرب الأهلية الأمريكية. وفي وقت لاحق، وقد برزت أسلحتة النارية خلال فترة تسوية الحدود الغربية.
مات كولت في عام 1862 كواحد من أغنى الرجال في أمريكا بسبب صناعته وتجارته للسلاح.
كانت طرق تصنيع كولت في مقدمة الثورة الصناعية، وقد ساعده استخدامه للأجزاء القابلة للتبديل لأن يصبح واحدا من أول من أستغل خط التجميع، وعلاوة على ذلك فإن إستخدامه المبتكر للفن وحصوله على موافقة المشاهير وإعطائه هدايا للشركات لترويج بضاعته قد جعلت منه رائدا في مجال الإعلانات ووضع المنتج والتسويق الشامل.

## سنواته الأولى (1814-1835)
ولد صمويل كولت في هارتفورد كونيتيكت، لوالده كريستوفر كولت (1777-1850) وهو مزارع نقل عائلته إلى المدينة بعد أن أصبح رجل أعمال، ووالدته سارة كولت من عائلة كالدويل، وقد كان جده والد أمه جون كالدويل ضابط في الجيش القاري، وقد كان أول مسدس أمتلكه صمويل مسدس فلينتوك لجده جون كالدويل، وقد ماتت والدته سارة بسبب مرض السل عندما كان عمر صمويل ستة سنوات، وتزوج والده بعد عامين من وفاة سارة بأوليفيا سارجينت.
كان لدى صمويل ثلاث شقيقات، ماتت إحداهن خلال طفولتها، وأكبر شقيقاته مارغريت ماتت من مرض السل في سن ال19، والأخرى سارة آن إنتحرت في وقت لاحق. أحد إخوته جيمس أصبح محامي، والآخر كريستوفر كان تاجرا في الغزل والنسيج، واما أخاه الثالث جون سي كولت فهو رجلا ذو أعمال عدة فقد قام بقتل دائن في عام 1841 بمدينة نيويورك وتمت إدانته بجريمة القتل وفي يوم إعدامه قام بالانتحار.

شعار أسلحة صمويل كولت

عندما كان في سن ال11 كان كولت متعاقد مع مزارع في جلاستونبيري، حيث قام هناك بحل واجباته والذهاب إلى المدرسة، وتعرف أيضا على خلاصة وافية من المعرفة، وقد كان يفضل أن يقرأ الموسوعات العلمية على أن يقوم بدراسة الإنجيل. حفزت مقالات عن روبرت فولتن والبارود كولت طوال فترة حياته، وفي وقت لاحق بعد سماع الجنود يتحدثون عن نجاح بندقية بسبطانتين وعن استحالة وجود بندقية تطلق النار خمس أو ست مرات دون إعادة تعبئتها، وقد قرر كولت أن يصنع «البندقية المستحيلة».
في عام 1829 عندما كان عمره 15 بدأ كولت بالعمل في مصنع والده الغزل والنسيج في مدينة وير بولاية ماساتشوستس حيث كان لديه امكانية الوصول إلى الأدوات والمواد وخبرات عمال المصنع، وبعد قرائته للموسوعة قام صامويل ببناء خلية جلفانية مصنوعة يدويا وقام بالإعلان عنها في مناسبة الرابع من يوليو في تلك السنة بأنه يستطيع تفجير طوافة على بركة مياه باستخدام متفجرات تحت الماء، وعلى الرغم من أنه لم يصب الطوافة ولكن الأنفجار لازال مثير للإعجاب. تم إرساله إلى مدرسة داخلية وكان يرفه عن زملائه بالألعاب النارية، وفي عام 1830 تسبب حادث في الرابع من يوليو بإنهاء تعليمه وقام والده آنذاك بإرساله لتعلم تجارة البحار، وفي رحلته إلى كالكوتا على حدود سجن كورفو لاحظ بإنه بغض النظر عن أي اتجاه كانت تدورعجلة السفينة فإن كل عجلة تصنع بخط مستقيم مع قابض صنع للامساك بها، وفي وقت لاحق قال بإن هذا ماأعطاه فكرة المسدس.
عندما عاد كولت إلى الولايات المتحدة في عام 1832 رجع للعمل لوالده الذي قام بتمويله لإنتاج سلاحين بندقية ومسدس، وأول مسدس اكمل صنعه انفجر عندما تم اطلاق النار منه ولكن اداءه كان جيدا ولكن بعد ذلك لم يقم والده بتمويل أي محاولة لتطويرانتاج الاسلحة فكان صامويل بحاجة لإيجاد وسيلة دفع لمواصلة تطوير افكاره. قام كولت بالإطلاع على علم أكسيد النيتروز (غاز الضحك) من الصيدلي الذي يعمل لدى والده في مصنع الغزل والنسيج.
عندما أصبح لديه بعض من المال الذي احتفظ به وارادته لتحقيق افكاره لكونه مخترع بدلا من «رجل طب» قام كولت بإجراء الترتيبات للبدء بصناعة المسدسات باستخدام صانع الاسلحة المناسب من بالتيمور بولاية ماريلاند، وتخلى عن فكرة وجود مسدس متعدد الماسورة واختار ان يصمم مسدس ذو ماسورة واحدة ولها اسطوانة دوارة، فإن حركة المطرقة محاذية لتجويف الاسطوانة في الماسورة الواحدة، وطلب استشارة قانونية من صديق والده المحامي هنري ليفيت إلزويرث والذي قد أعاره 300 دولار وقدم له نصيحة بإن يكمل النموذج البدئي قبل ان يتقدم بطلب الحصول على براءة اختراع. قام كولت بتوظيف صانع سلاح إسمه جون بيرسون لصنع مسدسه وبعد عدة سنوات قليلة تنازع كولت وبيرسون على المال ولكن التصميم تحسن وفي عام 1835 كان كولت مستعد لتقديم طلب الحصول على براءة اختراع أمريكية. كان إلزويرث في ذلك الوقت مدير لمكتب براءات الاختراع الأمريكي ونصح كولت بأن يقدم أولا على براءات الاختراع الأجنبية بوصفها أول براءة اختراع أمريكية لان من شأنها أن تبقي كولت من التقديم لبراءة الاختراع في بريطانيا العظمى، وفي أغسطس من عام 1835 غادر كولت لانجلترا وفرنسا لضمان حضوره في براءات الاختراع الاجنبية.

## بداية كولت مع صناعة المسدس (1835-1843)
في عام 1835 سافر صمويل كولت إلى المملكة المتحدة متبعا خطى إليشا كولير من بوسطن التي حازت على براءة اختراع مسدس فلينتلوك من المملكة المتحدة حيث حققت شعبية كبيرة هناك، وعلى الرغم من عدم رغبة المسؤولين الإنجليزيين من إصدار براءة اختراع لكولت فإنهم لم يستطيعوا إيجاد أي خطأ في تصنيع المسدس وتم إعطاءه أول براءة اختراع (رقم 6909)، وعند عودته إلى أمريكا قدم طلبا للحصول على براءة اختراع أمريكية لـ«المسدس الدوار» وتم منحه براءة الاختراع في الـ25 من فبراير عام 1836.
بقرض من ابن عمه دادلي سلدن وخطابات توصية من ألسويرث استطاع كولت ان يكون شراكة مع أصحاب رؤوس اموال في أبريل عام 1836 لجلب أفكاره للسوق، وعن طريق علاقاته السياسية مع الرأسماليين فإن براءات اختراع تصنيع الاسلحة في باترسون بولاية نيو جيرسي كانت مستأجره من قبل السلطة التشريعية بولاية نيو جيرسي في 5 من مارس عام 1836، وقد تم إعطاء كولت عمولة لكل مسدس تم بيعه مقابل سد حقوقه ببراءات الاختراع واشترط ان تعود له حقوقه إذا تم سداد كمية الشركة.
لم يدع كولت يوما بإنه هو من اخترع المسدس لان في تصميمه تبنياً فعلياً لبندقية كولير ذاتُ زَنْدٍ له صَوَّانَة حيث اضاف قفلاً للمحافظة على الاسطوانة كي تكون على نفس خط ماسورة البندقية، ومن أهم مساهمات كولت هي استخدامه للأجزاء القابلة للتبديل، ومع العلم بإن بعض اجزاء المسدس صنعت بآلة فإنه كان يتصور أن جميع اجزاء مسدس كولت ستكون قابلة للتبديل ومصنوعة بآلة، وفي وقت لاحق يتم تجميعها يدويا، وكان هدفه نظام التجميع حيث يظهر هذا في رسالة بعام 1836 قام كولت بكتابتها لوالده والذي قال فيها: سيتلقى أول عامل أول أهم جزئين أو ثلاثة ثم يقوم بتركيبها ويمررها إلى العامل الثاني الذي سيقوم بإضافة جزء ثم يقوم بتمريرها إلى العامل التالي الذي سيقوم بنفس العمل وهكذا إلى أن تصبح الذراع كامله.
براءة اختراع مسدس كولت من الولايات المتحده جعلته محتكرا لصناعة المسدس حتى عام 1857، فهو يعتبر صاحب أول مسدس عملي وأول سلاح ناري يطلق النار بشكل متكرر وهذا كله بفضل التقدم المحرز في قرع التكنولوجيا.المسدس أصبح إرثاً صناعي وثقافي، كما أنه ساهم في تطوير تكنولوجيا الحرب حيث جسد المفارقات تحت مسمى واحد من ابتكارات شركته فيما بعد وهو «صانع السلام».

## بداية المشاكل والإخفاقات التي واجهها
على الرغم من ان بحلول نهاية عام 1837 قامت شركة الاسلحة بصناعة أكثر من 1000 سلاح ولكن لم يكن هنالك مبيعات، فبعد الذعر اللذي حدث في عام 1837 كان وكلاء الشركة مستعدون لتمويل الآلات الجديدة التي يحتاجها كولت لآلية صنع الأجزاء القابلة للتغيير، فأخذ يتنقل كي يجمع المال، ولكن عندما عرض أسلحته على الناس في المتاجر العامة لم يحصل على حجم المبيعات الذي كان يحتاجه فقام بأخذ قرض آخر من ابن عمه سلدن ثم ذهب إلى العاصمة واشنطن وعرض اسلحته على الرئيس أندرو جاكسون، بعد ذلك وافق جاكسون على الاسلحة وكتب لكولت رسالة يخبره بذلك، أما الآن ومع وجود موافقة رئاسية في متناول يد كولت اعطته إمكانية عرض مشروعه القانوني للكونغرس كي يأيدوا إعطاءه للجيش ولكنه فشل في الحصول على اعتماد شراء الجيش للأسلحة، وبعد ذلك تم إلغاء صفقة واعدة من ولاية ساوث كارولينا حيث طلبوا 50 إلى 75 مسدس لأن الشركة لم تقم بإنتاجها بسرعة كافية.
استمرت المشاكل مع كولت حيث صدرت احكام الميليشيا لعالم 1808 تنص على ان أي اسلحة تشتريها ميليشيا الدولة يجب ان تكون في الخدمة العسكرية الحالية للولايات المتحدة وتسبب هذا القانون بمنع ميليشيات الدولة من تخصيص الاموال لشراء الأسلحة التجريبية أو الأسلحة الأجنبية.
قوض كولت شركته بسبب انفاقه المال بتهور، وقد انتقده سلدن بإستمرار لاستخدامه اموال الشركاء ليشتري بها ملابس باهظة الثمن أو يقدم هدايا سخية للعملاء المحتمل تعاملهم معه، وقام سلدن بمنع كولت مرتين من إنفاق مال الشركة على الخمور ووجبات عشاء باهظة الثمن فقد كان كولت يعتقد بإنه إذا وفر للعملاء المحتمل تعاملهم معه الكثير من الخمور وجعلهم ثملين فإن ذلك سيزيد من المبيعات.
تم إنقاذ الشركة لفترة وجيزة بسبب الحرب ضد السيمينول بولاية فلوريدا التي وفرت أول بيعه لمسدسات كولت والمسدسات الدوارة الجديدة حيث مدح الجنود السلاح الجديد ولكن تصميم المسدس غير معتاد عليه فأدى إلى صعوبة في تدريب الرجال الذين كانوا معتادين على استخدام التصميم الاقدم.
ونتيجة لذلك، الكثير من الجنود الفضوليين قاموا بإخراج القفل إلى اجزاء مماأدى إلى تكسر الأجزاء وانخلاع رأس المسمار الملولب ومسدسات غير صالحة للعمل، ولكن سرعان ما قام كولت بإعادة صياغة تصميمه حيث جعل فتحة إطلاق النار مكشوفة ولكن المشاكل لازالت مستمرة، ففي اواخر عام 1843 بعد خسارة الدفع لمسدسات فلوريدا تم إغلاق مصنع باترسون وعقد مزاد علني في مدينة نيويورك لبيع معظم ممتلكات الشركة السائلة.

## سنواته الأخيرة ووفاته
مع اقتراب الحرب الأهلية الأمريكية قام كولت بتزويد كلا من الشمال والجنوب بالأسلحة النارية، فقد كان معروف ببيع الأسلحة على الطرفين المتحاربين في أوروبا ولم يجد فرقا بين بيعه للأسلحة في أوروبا عن بيعها في أمريكا، وفي عام 1859 فكر كولت ببناء مصنع أسلحة في الجنوب وفي أواخر عام 1861 تم بيع 2000 مسدس لوكيل الكونفدرالية جون فورسيث، وعلى الرغم من أن التجارة في ذلك الوقت مع الجنوب لم تكون محدودة ولكن الصحف مثل صحيفة نيويورك دايلي تريبيون وصحيفة نيويورك تايمز وهارتفورد ديلي كورنت وصفته كمتعاطف مع الجنوب وخائنا للاتحاد، وكرد على هذه الإتهامات كلفت ولاية كونيتيكيت كولت كعقيد في 16 من مايو عام 1861.
مات صمويل كولت بسبب مرض النقرس بولاية هارتفورد في 10 من كانون الثاني عام 1862 ودفن في مقبرة سيدرا هيل، ترك كولت عقاراته لزوجته وابنه كالدويل هارت كولت البالغ من العمر ثلاث سنوات، حيث تقدر قيمتها حوال 15 مليون دولار (350,000,000 دولار وفقا لمعايير 2009)، والشخص الآخر الوحيد الذي ذكره كولت في وصيته كان صمويل كولت كالدويل ابن أخيه جون.

## إنجازاته
تشير التقديرات إلى أنه في السنوات ال25 الأولى من التصنيع، قامت شركة كولت بإنتاج أكثر من 400,000 مسدس، وقبل وفاته قام بالختم على سبطانة كل مسدس «عنوان العقيد صمويل كولت، نيويورك، الولايات المتحدة الأمريكية» أو يقوم باستخدام عنوان بلندن، وقد قام كولت بفعل هذا لأن نيويورك ولندن تعتبر مدن عالمية كبرى واستأجر مكتب بنيويورك في 155 برودواي ووضع فيه موظفي المبيعات.
قام كولت بإهداء السلطان العُثماني مسدس الفارس.

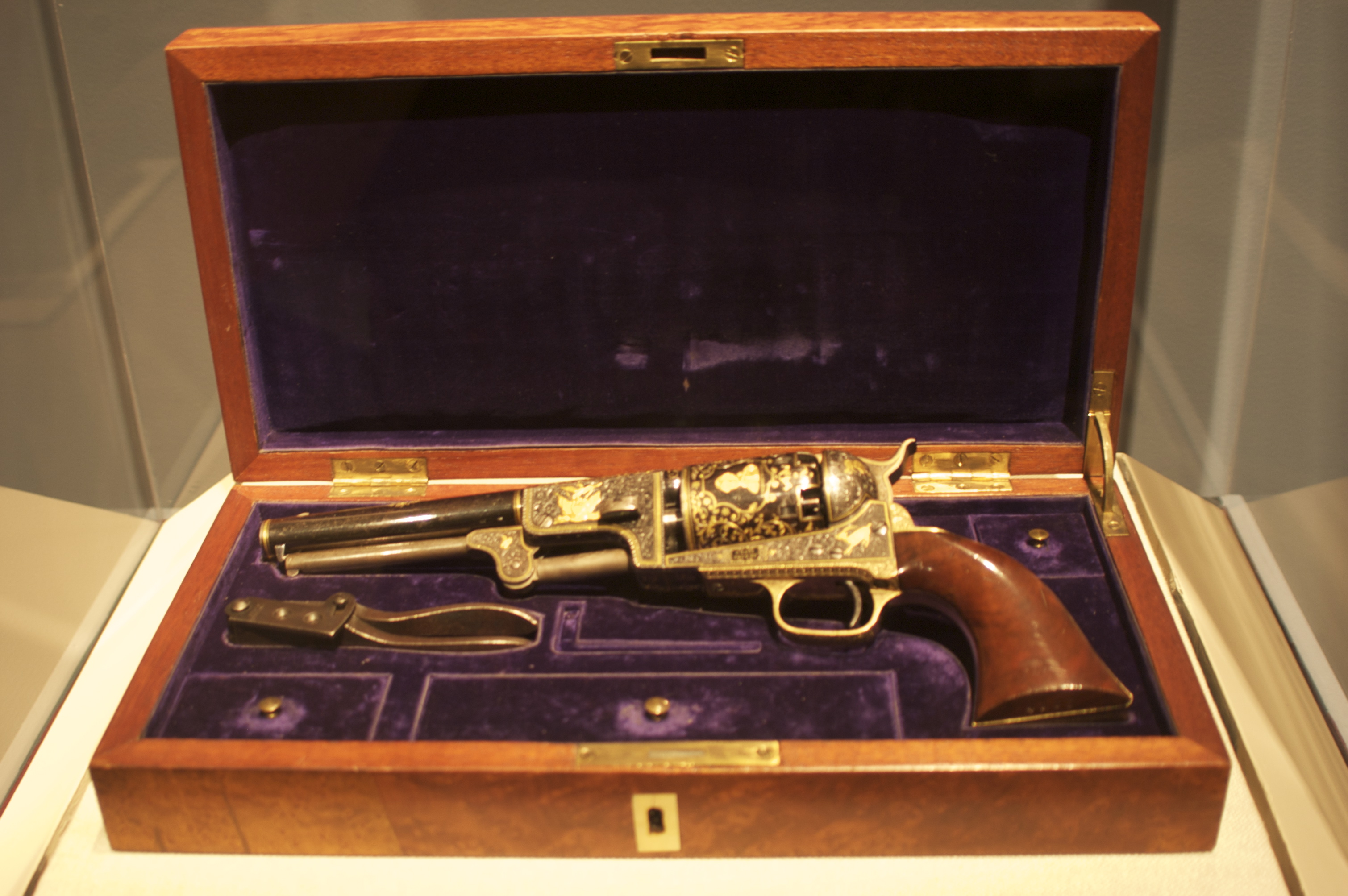
هدية كولت للسلطان العُثماني

كان كولت أول مصنع أمريكي أستخدم الفن كأداة للتسويق عندما وظف شركة كاتلين لعرض اسلحة كولت بشكل بارز في لوحاته، حيث تم منحه الكثير من العقود الحكومية بعدما قام بصنع مسدسات مزخرفه ومنقوشه ذات قبضة غريبة مثل ناب الفيل واللؤلؤ كهدايا للمسؤولين الحكوميين، وفي رحلته إلى القسطنطينية قام بإعطاء سلطان الدولة العثمانية عبد المجيد الأول مسدس منقوش ومرصع بالذهب مصنع خصيصا له، حيث أخبره بإن الروس كانوا يشترون مسدساته مماجعل الترك يقومون بطلب 5000 مسدس ولكنه لم يخبر السلطان بإنه استخدم نفس التكتيك مع الروس كي يقوموا بطلب مسدسات منه.
بعيدا عن الهدايا والرشاوي، كان كولت يستخدم برنامج تسويق فعال يشمل ترويج المبيعات والدعاية وعينات المنتج والعلاقات العامة، وقد قام باستخدام الصحافة لمصلحته الخاصة بإعطاء المسدسات للمحررين الصحفيين حيث قاموا بتسويقها عبر الاخبار «جميع الحوادث التي تحدث للأدوات الحادة وغيرها من الأسلحة المخادعة» وقاموا بسرد الحوادث التي كانت فيها أسلحة كولت «تم أستخدامها بشكل جيد ضد الدببة والهنود والمكسيكيين وإلخ». أسلحة كولت النارية لم تكن دائما تبلي بلاء حسنا في الاختبارات العسكرية الموحدة وكان يفضل الشهادات الخطية من أفراد الجيش الذين أستخدموا أسلحته وقد كانت هذه أكثر مايعتمد عليها لتأمين العقود الحكومية.
شعركولت بإن الصحافة السيئة لاتقل أهمية عن الصحافة الجيدة لان جميعها تذكر أسمه وتتحدث عن أسلحته، فعندما قام بفتح مصنع أسلحة بلندن قام بوضع إعلان بطول 14-قدم في السطح يقع على الجانب الآخر من البرلمان وكتب عليه «مصنع الأسلحة للعقيد كولت» كدعاية قامت بخلق ضجة في الصحافة البريطانية، وفي نهاية المطاف قامت الحكومة البريطانية بإجباره على إزالة الإعلان، ؛ كتب المؤرخ هربرت هوز حق أن كولت دافع عن مفهوم الحداثة من قبل أن تصاغ هذه الكلمة وكان رائدا في استخدام موافقة المشاهير لترويج منتجاته، وقام بتعريف صفة «الجديدة والمحسنة» للإعلان وأظهر القيمة التجارية لأسم العلامة التجارية للاعتراف بها ك«رفولفر» بالفرنسية لإسم لو كولت. كتبت باربرا إم. تاكر وهي بروفيسورة في علم التاريخ ومديرة مركز الدراسات بولاية كونيتيكت بجامعة شرق ولاية كونيتيكت بإن تقنية كولت للتسويق حولت فكرة السلاح الناري من أداة نافعة إلى رمز مركزي للهوية الأمريكية، وقد أضافة تاكر بإن كولت ربط أسلحته بالوطنية الأمريكية والحرية الفردية خلال فترة قيام أمريكا بسيادتها التكنولوجية على أوروبا.
في عام 1867 قامت أرملته اليزابيث ببناء كنيسة أسقفية صممها إدوارد تكرمان بوتر كنصب تذكاري لزوجها صمويل كولت ولأبنائهم الثلاثة الذين ماتوا، ويحتوي الفن المعماري للكنيسة على رسومات مسدسات وأدوات الحدادة للمسدس منحوته من الرخام لإحياء ذكرى كولت باعتباره صانعا للأسلحة. في عام 1896 تم بناء بيت رعية كنصب تذكاري لإبنهم كالدويل الذي مات في عام 1894، وفي عام 1975 تم إدراج كنيسة الراعي الصالح وبيت الرعية في السجل الوطني للأماكن التاريخية.
قام كولت بتأسيس مكتبات وبرامج تعليمية داخل مصنع الأسلحة لموظفيه والتي كانت أساس التدريب المنوية لعدة أجيال من صانعو الآلات وغيره من الميكانيكيين الأخرين الذين كان لهم تأثير كبير في جهود التصنيع الأخرى لنصف القرن القادم، وتضمنت الأمثلة البارزة فرانسيس أي. برات وعاموس ويتني وهنرينكري ليلاند وإدوارد بولارد ووستر أر. ارنر وتشارلز برينكرهوف ريتشاردز ووليام ميسون وأمبروز سوازي.
في عام 2006 تم إدراج صمويل كولت في قائمة المخترعين بقاعة المشاهير.

## روابط خارجية
- صمويل كولت على موقع الموسوعة البريطانية (الإنجليزية)
- صمويل كولت على موقع إن إن دي بي (الإنجليزية)